# 自然と人々のための高い野心連合
自然と人々のための高い野心連合（英語: High Ambition Coalition for Nature and People, 略称:HAC）は、大量絶滅の加速を食い止める自然と人々のための世界的な協定を推進し、人類の生存と経済安全保障の源である重要な生態系を保護しようというコスタリカ、フランス、英国が共同議長を務める90か国以上の国家のグループである。

## 概要
- 高い野心連合(HAC)の主な目標は、2021年に開催される予定の生物多様性条約の第15回締約国会議(COP15)において、2030年までに、地球上の「陸」と「海」の少なくとも30％を自然保護区するという世界的な合意を得ることである。自然と人々のための高い野心連合は、コロナ禍において2021年1月11日にヴァーチャル開催された第4回ワンプラネット・サミット（フランス語版）で正式に発足し、日本も野心連合に参加した[1][2]。
- 2030年までに地球の少なくとも30％（陸と海）を保護、または効果的に保護するための空間目標を拡大する。
- 保護地域と保護地域の効果的な管理、
- 長期的な管理と地方自治体を確保するための公的および民間の資金調達の増加
- 2030年までに自然を回復への道に導くための明確な実施メカニズム

## なぜ30x30なのか？
HACは次の通りその理由を公式HPに掲載している。
- 生物多様性の危機と気候危機の両方に対処するために、地球の「半分」を「自然」の状態に保たなければならないという科学的研究が増えている。いくつかの論文は、その数をさらに多くすべきであると示唆しており、いくつかはわずかに低いことを示唆している。それにもかかわらず、専門家は、科学的に信頼できる必要な暫定目標は2030年までに最低* * 30％の保護を達成することであることに同意している。
- 生物多様性の保全に関連する目標の達成を支援するために、空間目標を増やす必要性を文書化した豊富な科学データがある。これは、グローバルレベルと地域レベルの両方で30x30の目標を正当化するのに役立つ。
- 2010年に愛知目標が設定されたとき、世界の陸域の約13％が保護区に設定されていましたが、海にはほとんど保護区はなかった。
- 現在、世界の陸地の推定15％、海の7％が保護されている。
- 2030年までに少なくとも30％を保護するという目標を達成するには、現在の陸地の保護を2倍にし、現在の海洋の保護を4倍以上にする必要がある。

## 加盟国
現在90カ国が加盟している。
1. アンゴラ[4]
2. アルメニア
3. ベナ・
4. ボツワナ
5. カナダ
6. チリ
7. コロンビア
8. コスタリカ
9. コートジボワール
10. クロアチア
11. チェコ共和国
12. コンゴ民主共和国
13. デンマーク
14. ドミニカ共和国
15. エクアドル
16. エチオピア
17. 欧州連合
18. フィンランド
19. フランス
20. ガボン
21. ドイツ
22. ギリシャ
23. グレナダ
24. グアテマラ
25. ギニアビサウ
26. アイルランド
27. イタリア
28. 日本
29. ヨルダン
30. ケニア
31. ルクセンブルク
32. マーシャル諸島
33. メキシコ
34. モナコ
35. モンゴル
36. オランダ
37. ニカラグア
38. ニジェール
39. ナイジェリア
40. パキスタン
41. パナマ
42. ペルー
43. ポルトガル
44. コンゴ共和国
45. モルディブ共和国
46. ルーマニア
47. ルワンダ
48. セネガル
49. セイシェル
50. スロバキア
51. スロベニア
52. スペイン
53. スイス
54. ウガンダ
55. アラブ首長国連邦
56. イギリス
57. インド[5]
58. アメリカ合衆国[6]